# Ejnar Tønsager
Ejnar Tønsager (ur. 12 kwietnia 1888 w Kristianii, zm. 15 października 1967 w Oslo) – norweski wioślarz, brązowy medalista olimpijski.
Wystąpił na igrzyskach olimpijskich w Sztokholmie w 1912, gdzie norweska osada Kristiania Roklub w składzie: Mathias Torstensen, Henry Larsen, Theodor Klem, Haakon Tønsager i Ejnar Tønsager (sternik) zdobyła brązowy medal w czwórkach ze sternikiem. W walce o finał Norwegowie przegrali z ostatecznymi srebrnymi medalistami, Brytyjczykami z osady Thames Rowing Club, o 0,4 skundy. Brał też udział w rozgrywanych cztery lata wcześniej igrzyskach olimpijskich w Londynie, gdzie odpadł w pierwszej rundzie w rywalizacji ósemek.
Jego młodszy brat, Haakon Tønsager, także był wioślarzem.